# Abderrahim Achchakir
Abderrahim Achchakir (sinh ngày 15 tháng 12 năm 1986) là một cầu thủ bóng đá người Maroc thi đấu cho FAR Rabat và đội tuyển quốc gia Maroc. Anh từng là thành viên của đội tuyển quốc gia Maroc tại Cúp bóng đá châu Phi 2013 ở Nam Phi.